# Naplânum
 (novembre 2016).
Si vous disposez d'ouvrages ou d'articles de référence ou si vous connaissez des sites web de qualité traitant du thème abordé ici, merci de compléter l'article en donnant les références utiles à sa vérifiabilité et en les liant à la section « Notes et références ».
Naplânum est roi de Larsa vers 2025-2005 av. J.-C. 
Il profite de l'affaiblissement de la dynastie d'Ur pour instaurer son autorité sur la ville.
Il serait le responsable de cette libération et le fondateur de la dynastie. 
Mais la cité n'entre vraiment dans l'histoire qu'avec ses successeurs. 
Aucune inscription n'a été mise au jour permettant de vérifier que Naplânum a été un roi (indépendant) de Larsa, qui semble avoir toujours fait partie du royaume d'Ur d'Ibbi-Sin.